# Kiasma
El Kiasma (construido de 1993 a 1998) es un museo de arte contemporáneo localizado en la avenida Mannerheimintie, de la ciudad de Helsinki, Finlandia. Exhibe la colección de arte contemporáneo de la Galería Nacional Finlandesa. 

## Historia
Un concurso de diseño arquitectónico para construir un museo de arte contemporáneo en la ciudad de Helsinki fue realizado en 1992. La convocatoria estaba dirigida para arquitectos de los países bálticos y de Escandinavia, aunque también participaron 5 arquitectos reconocidos internacionalmente. En 1993, el trabajo Chiasma del arquitecto estadounidense Steven Holl fue seleccionado de los 516 concursantes. La construcción del disputado y controvertido Kiasma comenzó en 1996 y finalizó en 1998.
Antes y durante la obra de construcción se creó una gran discusión sobre la localización del museo entre la estatua ecuestre de Carl Gustaf Emil Mannerheim y la oficina central de correos; el lugar fue criticado por ser demasiado estrecho e inapropiado. El Kiasma fue acusado de estropear los alrededores y fondo de la estatua. Del mismo modo, la elección de un diseño estadounidense en detrimento de un autor finlandés provocó también reacciones negativas.